# Лілі Понс
Лілі́ (Алі́са Жозефі́на) Понс (фр. Lily Pons, Alice Joséphine Pons; 12 квітня 1898, Драгіньян, поблизу Канн ― 13 лютого 1976, Даллас, США) ― французька та американська оперна співачка (колоратурне сопрано). Солістка Метрополітен-опера.
Почала свою музичну кар'єру як піаністка, у віці 15 років закінчила Паризьку консерваторію. Мала добрий голос та під час Другої світової війни виступала у шпиталях з концертами не тільки як піаністка, але і як співачка.
Похована на кладовищі Гран-Жас.